# Steve Edwards (hockeyer)
Steven ("Steve") Edwards (Auckland, 25 januari 1986) is een Nieuw-Zeelands hockeyer.
Edwards speelt voor de Nieuw-Zeelandse hockeyploeg en maakte deel uit van de selecties die deelnamen aan de Olympische Spelen van 2008 en 2012. In de zomer van 2011 kwam Edwards naar Nederland om te spelen in de Hoofdklasse voor HC Rotterdam. Hier kwam hij samen te spelen met zijn landgenoten Simon Child en Nick Wilson. In het voorjaar van 2012 werd Edwards met Rotterdam voor het eerst kampioen van de reguliere competitie en werd de halve finale van de Euro Hockey League bereikt. De play-offs om het landskampioenschap en de halve finale van de EHL speelden Edwards en zijn landgenoten niet mee in verband met interlandverplichtingen. In 2013 werd Edwards wel landskampioen met HC Rotterdam.